# Tøger Seidenfaden
Tøger Seidenfaden (* 28. April 1957 in Kopenhagen; † 27. Januar 2011) war ein dänischer Journalist und Sachbuchautor. Von 1993 bis zu seinem Tod war er Chefredakteur der Tageszeitung Politiken. Tøger, wie er meist nur genannt wurde, war eine markante Stimme und eine Person des öffentlichen Lebens in Dänemark.

## Leben
Seidenfaden entstammte einer bürgerlichen Familie, die tief im kulturellen, intellektuellen und politischen Milieu der Hauptstadt Kopenhagen verwurzelt war. Seine Vorfahren emigrierten im 18. Jahrhundert von Deutschland nach Dänemark. Der Vater Erik Seidenfaden, der während der deutschen Besatzung Dänemarks im Widerstand wirkte, war ein bekannter Journalist und von 1946 bis 1965 Chefredakteur der Zeitung Dagbladet Information. Die Mutter Lone Knutzon war Hausfrau. Sie war Tøger eine liebevolle, aber auch geistig anregende Mutter. Lone war die Tochter der bekannten Theaterschauspieler Per Knutzon und Jenny Sara Goldschmidt Larsen, deren Vater Edouard Larsen die politische Partei Det Radikale Venstre gegründet hat. Aus Lone Knutzons erster Ehe mit dem Industriellen Jens Kaastrup-Olsen gingen Seidenfadens zehn Jahre älterer Halbbruder David und die acht Jahre ältere Halbschwester Judith Kaastrup-Olsen hervor. Besonders Judith und Tøger hatten ein enges Verhältnis zueinander. Aus einer früheren Ehe des Vaters gingen die Halbschwestern Annelise (geboren 1937) und Ebba Merethe, genannt Snu (1940), hervor. Deren Mutter Jytte war wiederum Jens Kaastrup-Olsens ältere Schwester, so dass die späteren Eheleute Erik und Lone verschwägert waren. Diese ungewöhnliche Konstellation löste einen Skandal aus.
Seidenfaden war bereits als Kind wissbegierig, er las viel und wurde von seinen Eltern vielseitig gefördert. Im Familienkreis wurde er halb scherzhaft „Wunderkind“ genannt. Nach dem Besuch des Kindergartens wurde der sechsjährige Tøger in die Bernadotteskole in Hellerup eingeschult, die er jedoch nur anderthalb Jahre besuchte. 1965 verließ Erik Seidenfaden die Informationen und die Familie zog nach Paris, wo Tøgers Vater den Posten des Direktors des Danske Studenterhus (La Fondation Danois) annahm. Die ersten vier Jahre besuchte Seidenfaden eine internationale Privatschule, später ein staatliches Lycée. Die anfänglichen Sprachschwierigkeiten überwand er schnell. Dank seiner raschen Auffassungsgabe und seiner unstillbaren Wissbegier zeigte er außergewöhnliche schulische Leistungen und war den meisten seiner Mitschüler weit voraus. Er las bereits als Kind dänische und französische Zeitungen und konnte bald politische Debatten auf Augenhöhe mit Erwachsenen führen.
Im Jahr 1973, nach Beendigung der neunten Klasse, kehrte Seidenfaden auf Drängen der Mutter nach Dänemark zurück, wo er seine Ausbildung am Ingrid Jespersens Gymnasium in Kopenhagen fortsetzte. Später kehrte er nach Paris zurück, um an der Grande école Institut d’études politiques de Paris zu studieren, wo er 1981 das Diplôme d’études approfondies (D.E.A.) in internationaler Politik erwarb. 1983 bis 1984 folgten die Abschlüsse Cand.scient.pol. der Aarhus Universitet, Master of Arts und Master of Philosophy der Yale University.
Seidenfaden war von 1989 bis zu seinem Tod mit der Journalistin Tine Eiby verheiratet. Aus der Ehe gingen die drei Söhne Emil, Lucas und Johan hervor. Seidenfaden starb im Alter von 53 Jahren an einer Krebserkrankung, die bereits 2003 erstmals diagnostiziert worden war. Er ruht in der Familiengruft auf dem Ordrup Kirkegård in der Nähe von Kopenhagen.

## Wirken
Von 1984 bis 1985 wirkte Seidenfaden im Sekretariat der von der dänischen Regierung initiierten Kommission Det Sikkerheds- og Nedrustningspolitiske Udvalg, die sich mit sicherheits- und abrüstungspolitischen Fragen beschäftigte. Von 1985 bis 1987 war er Auslandsredakteur, von 1987 bis 1992 Chefredakteur der Wochenzeitung Weekendavisen. Von 1992 bis 1993 war Seidenfaden geschäftsführender Direktor der dänischen Fernsehanstalt TV 2. Das kurze Intermezzo bei dem Sender war von sich verschärfenden Konflikten geprägt, die nicht zuletzt von Seidenfadens enormem Selbstbewusstsein herrührten. 
1993 löste er den langjährigen Chefredakteur der einflussreichen Kopenhagener Tageszeitung Politiken, Herbert Pundik, ab. Die Stellung als Chefredakteur der Politiken – die wohl prestigeträchtigste Position im dänischen Journalismus – hatte Seidenfaden bis zu seinem Tod im Jahr 2011 inne. Ebenso wie sein Vorgänger Pundik war Seidenfaden prägend für die Entwicklung der Zeitung, wenngleich er das stete Sinken der Auflage, von der, wie die meisten Zeitungen, auch die Politiken betroffen war, nicht verhindern konnte. Seidenfadens Erfolg bei der Politiken war auch insofern persönlich bedeutsam, als der Vater Erik Seidenfaden unmittelbar nach Kriegsende den Kampf um die Chefredaktion der Zeitung verloren hatte, so dass Tøgers Erfolg von ihm und der Familie auch als Genugtuung aufgefasst werden konnte.
Seidenfaden erlangte vor allem während seiner Zeit als Chefredakteur der Politiken Bekanntheit und wurde zu einer der markantesten Stimmen der dänischen Öffentlichkeit. Aufgrund seiner hohen Bekanntheit wurde er oft nur mit seinem – in Dänemark relativ seltenen – Vornamen genannt. Er schaltete sich immer wieder in die öffentliche Debatte ein, nicht selten initiierte er selbst wichtige Debatten. Bo Lidegaard, Seidenfadens Nachfolger als Chefredakteur der Politiken, bezeichnete Seidenfaden 2011 als Dänemarks bedeutendsten Zeitungsredakteur, Debattenteilnehmer und Demokraten der letzten 25 Jahre und als „Frontkämpfer der Demokratie“.
Ein wesentliches Merkmal von Seidenfadens Wirken war der Widerstand gegen Positionen, die er als extrem rechts oder links wahrnahm. Dabei ließ sich sein eigener politischer Standpunkt oftmals nur schwer einordnen, so dass er immer wieder sowohl von rechts als auch von links angegriffen wurde. Wenn es ihm notwendig erschien, konnte er auch unpopuläre Standpunkte einnehmen. Er galt als scharfer Kritiker der Sowjetdiktatur. Den ersten Irakkrieg von 1991 verteidigte er als notwendig und „segensreich“ (velsignelsesrig). 1989 veröffentlichte Seidenfaden gegen erhebliche Widerstände in der Weekendavisen Auszüge aus Salman Rushdies Satanischen Versen. Im Zuge der Krise um die Mohammed-Karikaturen übte Seidenfaden Kritik an den verantwortlichen Journalisten der Jyllands-Posten wie auch am Krisenmanagement der dänischen Regierung.

## Ehrungen
- 1989: Publicistprisen, vergeben von Den Danske Publicistklub, der ältesten dänischen Journalistenvereinigung
- 1993: Ritter des Dannebrogordens[9]
- 2010: Ebbe Muncks Hæderspris
- 2010: Årets Blæksprutte

## Autorenschaften und Co-Autorenschaften (Auswahl)
- 10 nye bud på Europa, Verlag Dansk Industri, 1996, ISBN 8773532215.
- Når du strammer garnet, Aarhus Universitetsforlag, 2003, ISBN 8779340954.
- Den kulturradikale udfordring: kulturradikalismen gennem 130 år : en antologi, 2. Auflage, Verlag Tiderne Skifter, 2005, ISBN 8779730469.
- Karikaturkrisen: en undersøgelse af baggrund og ansvar, Verlag Gyldendal, 2006, ISBN 8702051664. (mit Rune Engelbreth Larsen)
- Truet av islamister, 2. Auflage, Verlag Genesis, 2006, ISBN 8247603322. (mit Vebjørn K. Selbekk)
- Absolut Tøger: holdninger til tiden, Verlag Rosinante, 2007, ISBN 8763806770.